# Weekends with Adele
Weekends with Adele es la primera residencia de conciertos de la cantante británica Adele, llevada a cabo en el Coliseo del Caesars Palace, en Las Vegas. La residencia consiste en cien espectáculos nocturnos ofrecidos los viernes y sábados, entre el 18 de noviembre de 2022 y el 23 de noviembre de 2024.

## Antecedentes
Originalmente, la residencia comenzaría el 21 de enero y concluiría el 16 de abril de 2022, pero fue retrasada el 20 de enero cuando Adele anunció el aplazamiento de todo el espectáculo declarando: «Lo siento mucho, pero mi show no está listo. La mitad de mi equipo tiene COVID y ha sido imposible terminar el show». También citó «retrasos en la entrega» como motivo principal y se disculpó con sus seguidores, muchos de los cuales la apoyaron, mientras que otros la criticaron por su decisión de último minuto que costaría reservas de aviones y hoteles. Las veinticuatro fechas reprogramadas, junto con ocho fechas adicionales, fueron confirmadas el 25 de julio de 2022. Además, se añadieron dos shows en víspera de Año Nuevo los días 30 y 31 de diciembre de 2022.
En marzo de 2023 se anunció que Adele ofrecería treinta y cuatro conciertos adicionales entre junio y noviembre del mismo año. Fuera de la residencia, se anunció una película de conciertos, la cual sería rodada durante la seguna etapa.
Las últimas treinta y dos fechas de la residencia fueron anunciadas el 20 de octubre de 2023. Se espera que esta etapa comience el 19 de enero de 2024 y concluya el 15 de junio del mismo año, totalizando así cien espectáculos.

## Sinopsis
Un espectáculo de Weekends with Adele abarca más de dos horas. La lista de canciones de 20 pistas, la más larga de su carrera, tiene la mayor cantidad de canciones de su segundo álbum de estudio, 21 (2011), y cinco de 30. Los shows no incluyen cambios de vestuario, pero Adele usa un distintivo vestido hasta el suelo cada fin de semana para asegurarse de que se mantiene «auténtica», según su estilista Jamie Mizrahi. Hasta noviembre de 2022, Mizrahi había encargado veinte vestidos de casas de moda —como Maison Schiaparelli— para la residencia. Adele también lució el primer diseño de Harris Reed para Nina Ricci, un vestido a medida de Stella McCartney y marcas como Versace, Loewe, Louis Vuitton, Paco Rabanne y Proenza Schouler.
El espectáculo comienza con Adele interpretando una serie de baladas. Ella sale de una cortina de paneles que se asemejan a acordeones y a la forma de la letra A para interpretar «Hello», acompañada solo por un pianista en el escenario. Adele explicó sobre la elección minimalista de apertura: «Quería empezar esto de manera pequeña. Y quería que fuera todo sobre mí, obviamente. Por eso salí y canté "Hello" solo conmigo». Durante el estribillo, pantallas de piso a techo de 180 grados se encienden y proyectan cuatro imágenes de primer plano suyo. «Easy on Me» es la segunda canción en la lista, interpretada durante la misma configuración con el piano. Adele sigue con las baladas «Turning Tables» y «Take It All». Durante «I Drink Wine», un candelabro hecho de cientos de copas que brillan con luces doradas desciende donde ella y su pianista han estado actuando, y la cortina de paneles se expande para revelar una banda y coristas.
A unos treinta minutos de iniciado el espectáculo, es el turno de interpretar «Water Under the Bridge». Comienza una sección de canciones más animadas, antes de las cuales Adele recuerda al público: «No tengo muchas canciones rápidas, así que si quieren bailar, es el momento». Ella interpreta «Send My Love (To Your New Lover)»" bajo luces rosadas intensas, seguido de «Oh My God». Durante «One and Only», Adele es acompañada por tres coristas que cantan las voces principales mientras Adele realiza un respaldo operístico bajo un foco tenue. Luego canta «Don't You Remember» y «Rumour Has It». Durante «Skyfall», Adele actúa con una orquesta de veinticuatro músicos de cuerda, dispuestos en grupos de ocho en tres filas cada uno e iluminados desde una parte previamente oscura del escenario. «Hometown Glory» y «Love in the Dark» son las siguientes canciones en la lista. Ella abandona brevemente el escenario para permitir que se preparen elementos de producción para las siguientes actuaciones, mientras se presenta un video pregrabado de ella cantando «Cry Your Heart Out» en la pantalla.
La actuación de «Set Fire to the Rain» incorpora agua y pirotecnia: caen gotas de lluvia y se enciende fuego bajo un piano blanco. Hacia el final de la actuación, el piano se hunde en una pequeña piscina de agua. Adele canta «When We Were Young» mientras camina entre la audiencia y pregunta sobre sus recuerdos de infancia favoritos, mientras caen confeti con fotos tipo Polaroid de su vida. Durante «Hold On», el teatro se adorna con luces brillantes mientras numerosos faroles descienden desde las vigas. Mientras Adele interpreta «Someone Like You» y «Rolling in the Deep», acompañada por tres coristas durante esta última, las cámaras cambian de dirección y se proyectan los miembros de la audiencia en las pantallas. El espectáculo cierra con «Love Is a Game», durante el cual es acompañada por una instrumentación de cuerdas y órgano. Adele actúa en el escenario de colores pastel, mientras cae confeti en forma de corazón y se muestran mensajes inspiradores antes de desaparecer entre el confeti en un acto de desaparición.

## Eventos específicos
Siendo un espectáculo en vivo, Adele a menudo hace bromas e interactúa con los asistentes. En una ocasión autografió el vestido de novia de una recién casada y ayudó a una pareja a revelar el género de su bebé. Durante el espectáculo del 18 de noviembre de 2022, Adele realizó coreografía del video de Megan Thee Stallion para su canción «Body» durante «Water Under the Bridge», la cual había incorporado previamente en sus conciertos en British Summer Time. Después de ese mismo espectáculo, el acto de desaparición se volvió viral en las redes sociales. En el espectáculo del 26 de agosto de 2023, Adele se detuvo para defender a un fanático de un guardia de seguridad mientras interpretaba «Water Under the Bridge». Dos meses después, durante el espectáculo del 28 de octubre de 2023, Adele se presentó con un disfraz de Morticia Addams para Halloween. En esta oportunidad, mientras interpretaba «When We Were Young», pidió al público que la cantara por ella mientras saludaba al médico que recibió a su hijo, quien se encontraba en la audiencia.

## Recepción crítica
La residencia Weekends with Adele ha sido fuertemente aclamada por la crítica. Varios especialistas opinaron que valió la pena esperar los shows reprogramados. Katie Atkinson, de Billboard, lo calificó de espectacular y destacó que la atención a los detalles demostró que Adele dedicó los últimos diez meses a crear el íntimo sohw de sus sueños. Lindsay Zoladz, de The New York Times, describió el escenario como «impresionante, lleno de drama y elegancia acorde con su voz» y alabó la decisión de Adele de apostar por una residencia a pesar de tener la capacidad de embarcarse en una gira de estadios. Keiran Southern, de The Times, dijo que el show era «espectacular, íntimo y que valió la pena la espera». Neil McCormick, de The Daily Telegraph, lo llamó «íntimo pero espectacular, excéntrico pero astuto y ricamente emocional» y «un espectáculo absolutamente taquillero, conmovedor y lleno de personalidad». Will Richards, de NME, describió el escenario como «de buen gusto y mínimo». Bilal Qureshi, de NPR, y Shirley Halperi, de Variety, aclamaron la producción minimalista para generar intimidad en ciertos momentos.

## Repertorio
Este es el repertorio de canciones para el show del 18 de noviembre de 2022 (probablemente no sea el mismo de todos los shows):
1. «Hello»
2. «Easy on Me»
3. «Turning Tables»
4. «Take It All»
5. «I Drink Wine»
6. «Water Under the Bridge»
7. «Send My Love (To Your New Lover)»
8. «Oh My God»
9. «One and Only»
10. «Don't You Remember»
11. «Rumour Has It»
12. «Skyfall»
13. «Hometown Glory»
14. «Love in the Dark»
15. «Set Fire to the Rain»
16. «When We Were Young»
17. «Hold On»
18. «Someone Like You»
19. «Rolling in the Deep»
20. «Love Is a Game»